# Verovering van Grenada (1779)
De verovering van Grenada was een amfibische expeditie in juli 1779, waarbij Franse troepen onder Charles Hector d'Estaing het Caraïbische eiland Grenada veroverden op de Britten, als onderdeel van de Amerikaanse Onafhankelijkheidsoorlog. Op 2 juli landden de Fransen op het eiland, hun aanval werd in de nacht van 3 op 4 juli gelanceerd. Ze namen versterkingen op Hospital Hill in, vanwaar er uitzicht was op hoofdstad Saint George's. Franse troepen slaagden erin Britse kanonnen te veroveren en te gebruiken tegen Fort George, wat gouverneur Lord Macartney ertoe aanzette onderhandelingen over de overgave te starten.
Admiraal d'Estaing wees Macartneys capitulatievoorwaarden op controversiële wijze af. Hij stond erop dat zijn eigen, strengere voorwaarden zouden worden aanvaard. Macartney weigerde deze en koos ervoor zich onvoorwaardelijk over te geven. Hierop gaf d'Estaing zijn troepen de toestemming de hoofdstad te plunderen. Macartney werd als krijsgevangene naar Frankrijk gebracht.
Op 5 juli gingen de Franse troepen terug aan boord wanneer het bericht hen bereikte dat een Britse vloot onder leiding van admiraal Byron naderde. De dag hierop kwam het tot een zeeslag tussen de twee vloten. De Fransen richtten zware schade aan aan meerdere Britse schepen, maar beide vloten slaagden erin veilig naar hun basissen terug te keren. Volgens de bepalingen in het Verdrag van Parijs werd Grenada aan het einde van de oorlog teruggegeven aan Groot-Brittannië.

## Achtergrond
Na de toetreding van Frankrijk tot de Amerikaanse Onafhankelijkheidsoorlog als bondgenoot van de Amerikanen begin 1778, kwam admiraal d'Estaing begin december 1778 in West-Indië toe met een vloot van twaalf linieschepen & enkele kleinere vaartuigen. Op ongeveer hetzelfde moment arriveerde eveneens de Britse admiraal William Hotham met een vloot als versterking voor de reeds aanwezige Britse vloot van admiraal Samuel Barrington. De Britten veroverden vervolgens het door de Fransen bezette Saint Lucia, ondanks d'Estaings pogingen om het gebied te ontzetten. Vanuit Saint Lucia hielden de Britten de Fransen op Martinique, waar d'Estaing zijn uitvalsbasis, nauwlettend in de gaten.
In januari 1779 werd de Britse vloot verder versterkt met tien linieschepen onder leiding van admiraal John Byron, die het bevel overnam over de Britse uitvalsbasis op de Benedenwindse Eilanden. Gedurende de eerste helft van 1779 kregen beide vloten extra versterkingen, waarna de Franse vloot sterker werd dan die van de Britten. Byron vertrok op 6 juni van Saint Lucia om Britse koopvaardijschepen, die verzamelden in Saint Kitts, in konvooi te begeleiden richting Europa. Dit liet d'Estaing vrij om te handelen. Hij greep samen met François Claude de Bouillé de kans om een reeks operaties tegen nabijgelegen Britse bezittingen te starten.
Hun eerste doelwit, het eiland Saint Vincent, viel op 18 juni en d'Estaing richtte zijn aandacht op andere eilanden. Hij had gehoopt Barbados, een belangrijk Brits bezit, te veroveren, maar omdat hij geen vooruitgang boekte tegen de heersende oostelijke passaatwinden, richtte hij zijn aandacht in plaats daarvan op Grenada.

## Britse verdedigingen

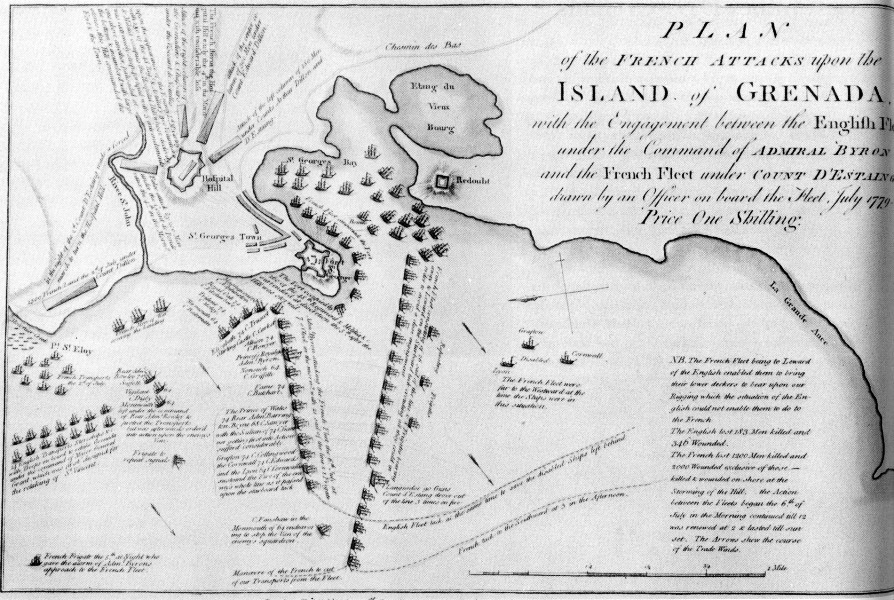
Plan van de Franse aanvallen

Grenada was een van de rijkste koloniën van Groot-Brittannië en produceerde aanzienlijke hoeveelheden suiker op haar plantages. Lord Macartney, de Britse gouverneur, was al gewaarschuwd voor een mogelijke Franse aanval. Daarom vroeg hij herhaaldelijk om versterking bij admiraal Byron en de Britse commandant op Saint Kitts, maar kreeg te horen dat Saint Vincent het belangrijkste doelwit van de Fransen was. Byron verklaarde echter dat hij zou bijspringen, mocht Grenada worden aangevallen.
Macartney beschikte over 101 soldaten van het 48ste Regiment Infanterie en 24 artilleristen. Ook had hij meer dan 400 militiesoldaten en vrijwilligers tot zijn beschikking, maar achtte deze troepen onbetrouwbaar omdat een derde van hen van Franse afkomst was. Hij gaf opdracht tot de aanleg van uitgebreide verdedigingswerken op Hospital Hill, een heuvel die uitkeek over de hoofdstad Saint George's. De steile hellingen werden nog eens versterkt met stenen muren, terwijl de top van de heuvel werd omringd door een palissade en een reeks loopgraven.

## Franse verovering

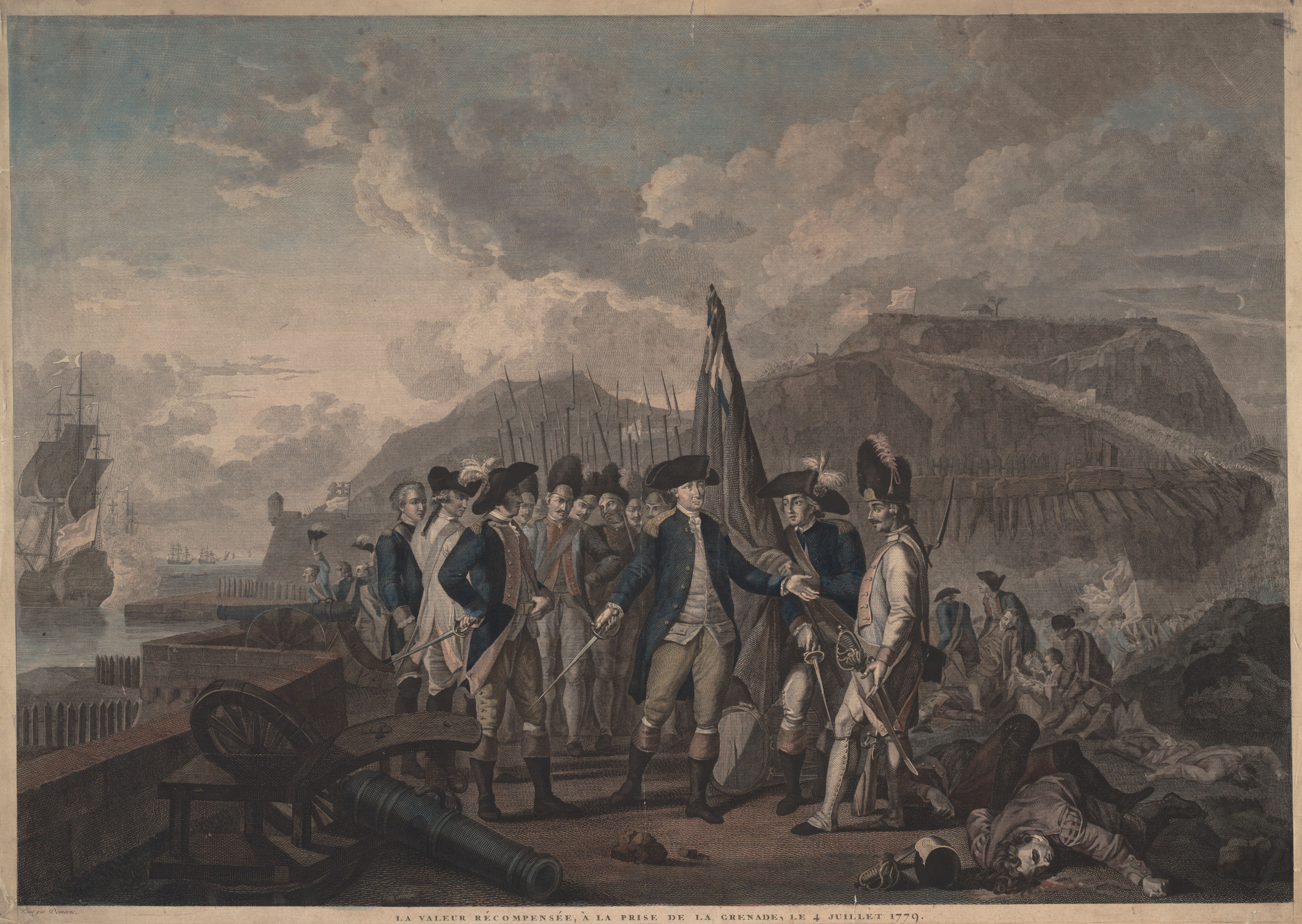
Handgekleurde gravure uit 1779 die de verovering van de hoogten door d'Estaing afbeeldt

De Franse vloot ankerde op 2 juli voor de kust van Grenada, net ten noorden van Saint George's. De troepen die d'Estaing die dag aan land bracht bestonden uit het 1400 man sterke Ierse Dillon Regiment en 700 man uit de regimenten Champagne, Foix, Auxerrois en Hainault. Toen de Fransen arriveerden, gaf Macartney zijn troepen het bevel zich terug te trekken achter de versterkingen op Hospital Hill. D'Estaing verkende de Britse positie op 3 juli.  Uit bezorgdheid dat Byron elk moment zou kunnen verschijnen, besloot hij een aanval op Hospital Hill te lanceren.  Eerst stuurde hij een onderhandelingsvlag naar Macartney waarin hij zijn overgave eiste, maar de Britse gouverneur wees dit verzoek af.
Het aanvalsplan van d'Estaing hield in dat drie colonnes met bajonetten  de achterkant van de fortificaties zouden bestormen, terwijl een kleinere, vierde eenheid een demonstratie gaf op een plek waar de Britten eerder een aanval zouden verwachten, een afleidingsmanoeuvre, dus. Op de avond van 3 juli rukten deze troepen uit. De drie colonnes van telkens ongeveer 300 mannen werden geleid door Arthur Dillon, Édouard Dillon en de graaf van Noailles. Arthur Dillons colonne werd voorafgegaan door een voorhoede van 180 mannen onder leiding van de graaf van Durat, terwijl de demonstratie-eenheid slechts uit 200 man bestond. Om 4u 's nachts op 4 juli opende de demonstratie-eenheid het vuur. Op datzelfde moment bestormden de drie colonnes Hospital Hill. De Britse verdedigers raakten in paniek en vluchtten grotendeels de heuvel af, op zoek naar de schijnbare veiligheid van Fort George.
De Britten vergaten in hun haast enkele van hun kanonnen onklaar te maken. Ook veel waardevolle bezittingen die eerder daarheen werden gebracht om veilig te bewaren, werden achtergelaten. De Fransen slaagden erin de nog bruikbare kanonnen om te keren en vuurden ermee op Fort George. Eens Macartney inzag dat de situatie uitzichtloos was, hees hij de witte vlag. De Fransen namen ongeveer 700 krijgsgevangenen. Ook meldden ze 36 doden en 71 gewonden aan eigen kant. Volgens Britse bronnen lagen de Franse verliezen echter dichter bij de 300.  Daarnaast maakten de Fransen ook 200 koopvaardijschepen geankerd in de haven buit.
Admiraal d'Estaing verwierp de voorgestelde capitulatievoorwaarden van Macartney en antwoordde met een eigen lijst artikelen. Die laatste omschreef d'Estaings bepalingen als 'niet alleen ongekend en vernederend, maar ook zo verstrikkend en onzeker in hun aard, omvang en doel, dat ze op ieder moment als voorwendsel zouden kunnen dienen om het leven en bezit van zij die zich hebben overgegeven in gevaar te brengen.' Macartneys raad was unaniem in de verwerping van deze voorwaarden, waarna de Britten zich onvoorwaardelijk overgaven. Als gevolg gaf d'Estaing zijn troepen de toestemming Saint George's te plunderen. Onder de geplunderde en vernietigde goederen bevond zich het merendeel van Macartneys zilverwerk & metalen bezittingen, een groot deel van zijn kledij en zijn persoonlijke papieren. Dat laatste was een bijzonder zware klap voor de gouverneur, aangezien kopieën van deze documenten, die door zijn vrouw naar Saint Lucia werden gestuurd om veilig te bewaren, in vlammen zijn opgegaan. Toen d'Estaing Macartney uitnodigde voor een diner, verontschuldigde die laatste zich voor zijn kledij, hij merkte op dat het jasje dat hij droeg het laatste was dat hij nog bezat. Macartney en andere vooraanstaande Grenadianen kregen geen voorwaardelijke vrijlating en werden als krijgsgevangenen richting Frankrijk gestuurd.

## Nasleep

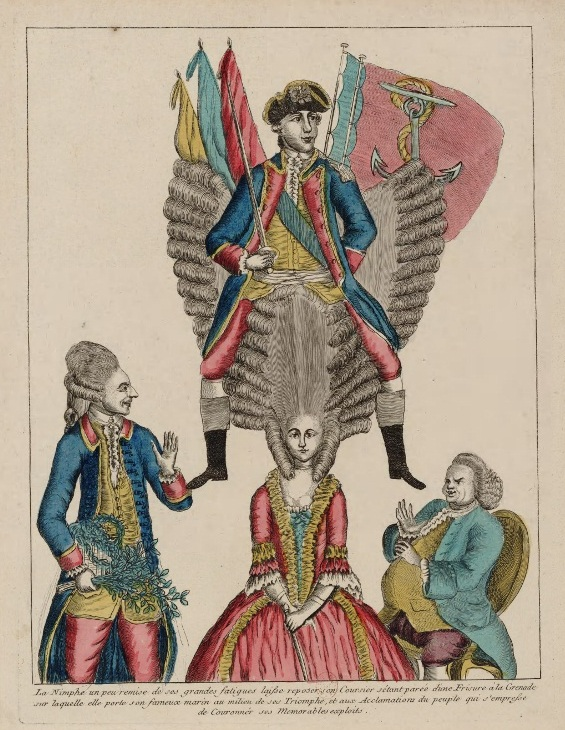
Franse politieke cartoon waarin d'Estaing geprezen wordt voor zijn successen

Admiraal Byron was op 1 juli op de hoogte gebracht van de inname van Saint Vincent en was onderweg met een strijdmacht om het eiland te heroveren toen hij vernam dat Grenada was aangevallen. Hij zette hierop onmiddellijk koers erheen en arriveerde er in de ochtend van 6 juli. D'Estaing, die op 5 juli over Byrons bedoelingen was geïnformeerd, had inmiddels de meerderheid van zijn troepen terug op de vloot en lichtte om vier uur 's ochtends het anker. Voor de kust van Grenada kwam het tot een zeeslag, waarbij d'Estaing de bovenhand kreeg op Byrons ongeorganiseerde aanval. Verder vonden er geen grote acties meer plaats in West-Indië voordat d'Estaing noordwaarts voer en in september een mislukte belegering leidde van het door de Britten bezette Savannah, de toenmalige hoofdstad van  Georgia.
D'Estaings successen bij de verovering van Grenada en de overwinning op de Britse admiraal Byron maakten hem in Frankrijk bijzonder populair. Toneelschrijver en acteur Pierre-Germain Parisau schreef het stuk Veni, Vidi, Vici, ou La Prise de Grenade, waarin de verovering werd nagespeeld. D'Estaing zelf heeft het populaire stuk nooit gezien, maar John Paul Jones woonde tijdens een bezoek aan de Franse hoofdstad Parijs wel een uitvoering bij.
Tijdens hun bezetting begonnen de Fransen met de bouw van een reeks versterkingen op Richmond Hill. Deze waren ontworpen om een aanval zoals ze zelf uitvoerden, af te slaan. Hierbij werden de kanonnen landinwaarts gericht in plaats van zeewaarts. Na 1783 werden deze verdedigingswerken afgemaakt door de Britten.
Zowel Grenada als Saint Vincent bleven tijdens de oorlog in Franse handen, totdat ze aan het einde van de strijd volgens bepalingen in het Verdrag van Parijs uit 1783 aan Groot-Brittannië werden teruggegeven. Het bestuurd van de graaf van Durat, die door d'Estaing als gouverneur werd aangesteld, werd door Britse inwoners als streng en onderdrukkend ervaren. Nadat de Britten de controle hadden heroverd, traden ze hard op tegen de overwegend rooms-katholieke Franstalige bevolking, wat leidde tot ontevredenheid en een uitstroom van Franse Grenadianen naar Trinidad. Deze religieuze en culturele verdeeldheid binnen de Grenadiaanse samenleving droeg bij aan de opkomst van lokaal verzet, dat culmineerde in de bijna geslaagde Fédon-opstand in 1795-1796.